# Mell Reasco
Mell Elizabeth Reasco Gónzalez (Esmeraldas, 23 de julio de 2002) es una tenista ecuatoriana. Durante el Mundial de Tenis Juvenil de 2019 se ubicó entre las cuatro mejores deportistas de la modalidad single. A 2019, ocupa el puesto 85 en el ranking juvenil internacional.

## Carrera
Mell Reasco es hija de Néicer Reasco, jugador ecuatoriano de fútbol profesional; aprendió este deporte de la afición que tiene su padre por el tenis. Sin embargo, Reasco busca conseguir éxito gracias a sus propios méritos ya que al contrario de su padre, no tiene interés por el fútbol. Edgar Machado es el entrenador profesional de Mell Reasco.

## Torneos
- La jugadora quiteña de 17 años, asistió al Grand Slam junior de Wimbledon, que se realizó en Londres (Inglaterra) y en los Juegos Deportivos Panamericanos en Lima 2019, del 26 de julio al 11 de agosto.
- El 23 de julio de 2019 en Italia cumplió 17 años y disputó el ITF Junior G1 de Santa Croce y el 30 de mayo compitió en la fase de clasificación del Roland Garros júnior.[5]
- Mell realizó el Campeonato Profesional ITF Combinado M15 y W15 Guayaquil 2019 Copa Telconet que se realizó el 16 de abril de 2019.
- En París participó en el torneo de Roland Garros .
- Viajó a Medellín, donde representó al país en el Grupo 1 de la Zona Americana.

## Reconocimientos
- Participó en un torneo de la ciudad de Cuenca alcanzó las semifinales de dicha competencia, lo que la posicionó como una de las mejores cuatro competidoras del certamen.
- Ganó el título en el torneo ITF G3 , que se disputó en Argentina y fue campeona del ITF G2 en Prato (Italia) con un total de 5 partidos ganados y 160 puntos para el ranking.